# Tennenbronn
Tennenbronn is een dorp en voormalige gemeente in de Duitse deelstaat Baden-Württemberg, gelegen in het district Rottweil. Op 1 mei 2006 werd de gemeente opgeheven en bij de buurgemeente Schramberg gevoegd.

## Geschiedenis
De oudste vermelding van Tennenbronn dateert uit 1179, toen Paus Alexander III het klooster in Sankt Georgen im Schwarzwald bevestigde in zijn bezittingen, onder meer van Tennenbrunne cum ecclesiae. De naam Tennenbronn is vermoedelijk terug te voeren op een brongebied tussen dennenbegroeiing. Deze kerk lag in een dal, het lagere deel van Tennenbronn, aan de Schiltach, de beek die dit dal volgt.
De heerschappij over Tennenbronn was in de middeleeuwen in handen van de heren van Ramstein, die deze macht echter in 1444 overdeden aan graaf Lodewijk van Württemberg. Daarmee werd Tennenbronn opgenomen in een grotere landsheerlijkheid. In 1448 verwierf de graaf ook de overige rechten over Tennenbronn.
Bij de nieuwe bestuurlijke indeling in 1810 werd Tennenbronn in twee afzonderlijke gemeenten gesplitst, namelijk Evangelisch-Tennenbronn en Katholiek-Tennenbronn, herleidbaar naar de twee kerken in het dorp. In 1922 volgde de bestuurlijke eenwording.
In 1901 werd Tennenbronn getroffen door een grote dorpsbrand. De uit 1453 stammende Onze-Lieve-Vrouwekerk ging daarbij in vlammen op. In 1903 werd de nieuwe (en huidige) kerk ingewijd, waarvan het eeuwfeest in 2003 groots werd gevierd. Rondom de kerk, in het oudste hart van het dorp, bevinden zich nog altijd onder meer de hotel-restaurants Krone, Löwen en Adler, die hier reeds voor de Tweede Wereldoorlog aanwezig waren.
Op 1 mei 2006 werd de zelfstandige gemeente Tennenbronn na een volksraadpleging opgeheven en bij Schramberg gevoegd.

## Geografie en toerisme
Tennenbronn heeft 3553 inwoners (31 maart 2006) en ligt op een hoogte van 460 tot 930 meter boven de zeespiegel. Het dorp is sterk afhankelijk van toerisme. Buiten het dorp ligt een Ferienpark. Tennenbronn heeft de status van Luftkurort. Toeristische voorzieningen zijn onder meer het Spiellandschaft Schramberg-Tennenbronn (met midgetgolfbaan) en een aantal speeltuinen, waaronder die bij de dorpsvijver. In en rond het dorp is een groot aantal Ferienhäuser te vinden.